# Agama africana
Agama africana е вид влечуго от семейство Agamidae. Видът е незастрашен от изчезване.

## Разпространение
Разпространен е в Гана, Гвинея, Гвинея-Бисау, Кот д'Ивоар, Либерия, Мали и Сиера Леоне.